# Ранословенска некропола (Коретин)
Ранословенска некропола  је откривена на археолошком налазишту у месту Коретин, општина Косовска Каменица. 
Претпоставља се да је време градње између 800. и 1100. године. На основу обиласка терена и пронађених остатака људских костију претпоставља се да се овде налазила некропола ране фазе оснивања Српске средњовековне државе.
Од покретног материјала пронађене су гривне: шест од стаклене пасте, четири од тордиране бронзане жице, две од стањене бронзане жице и две мање бронзане гривне.
На овом подручју констатован је и већи број керамичких посуда.